# Andriej Siurin
Andriej Borisowicz Siurin (ur. 1912 we wsi Uwarowo w powiecie jarcewskim w guberni smoleńskiej, zm. ?) – funkcjonariusz radzieckich organów bezpieczeństwa, jeden z wykonawców zbrodni katyńskiej.

## Życiorys
Skończył 7 klas szkoły podstawowej, od 1940 w WKP(b). W 1940 kierowca Oddziału Administracyjno-Gospodarczego (AChO) Zarządu NKWD obwodu smoleńskiego, wiosną 1940 uczestniczył w masowym mordzie na polskich jeńcach z obozu w Kozielsku, za co 26 października 1940 ludowy komisarz spraw wewnętrznych ZSRR Ławrientij Beria przyznał mu nagrodę pieniężną. W 1942 kontroler 1. kategorii Kontroli Politycznej („PK”) II Oddziału Specjalnego Zarządu NKWD obwodu smoleńskiego, 27 września 1942 mianowany sierżantem, a 11 lutego 1943 młodszym porucznikiem bezpieczeństwa państwowego. Od sierpnia 1944 do lipca 1948 oficer operacyjny Bariatińskiego Oddziału Rejonowego Zarządu NKGB/MGB obwodu kałuskiego, od lipca 1948 starszy oficer operacyjny Oddziału Kontrwywiadu Wojsk Wewnętrznych MGB – Oddział „BB” (wojsk wewnętrznych) aparatu pełnomocnika MGB w Niemczech w stopniu kapitana; pełnił tę funkcję co najmniej do kwietnia 1954. 
Odznaczony Orderem Czerwonej Gwiazdy i Medalem „Za zasługi bojowe” (19 stycznia 1945) i dwoma medalami.